# Juan Carlos Noriega
Juan Carlos Noriega (El Crespín, Córdoba, 26 de diciembre de 1973) es un jockey argentino ganador de numerosas carreras, entre ellas Grandes Premios como el Carlos Pellegrini y el Nacional. Es considerado el mejor jockey cordobés de la historia.

## Vida personal
Está casado con Paola Quintana y tiene dos hijos, Guido y Sol  Es hincha de Boca Juniors y en sus ratos libres practica fútbol y paddle.

## Trayectoria
Nacido en El Crispín, localidad de 200 personas del departamento Río Primero en la provincia de Córdoba. Comenzó su actividad deportiva corriendo en carreras cuadreras de la zona, siguiendo a su hermano Hugo . A los 14 años, decide trasladarse a la ciudad de Córdoba para trabajar como peón de caballos; a los 17, se radica en Buenos Aires. Actualmente, reside en la localidad de Martínez.
En el año 2004, vivió y compitió en Arabia Saudita, cuando fue contratado por el jeque Abdalá bin Abdulaziz para ser el jockey de sus caballos. 
Ganó su primer Gran Premio en el año 1995, al vencer en el Dardo Rocha con Potrialma. A lo largo de sus 30 años de trayectoria como jockey, Noriega ha ganado, además, cuatro Gran Premio Nacional, tres Gran Premio Carlos Pellegrini, un Clásico San Jerónimo y un Santo Patrono Santiago. En total, Juan Carlos Noriega ha triunfado en más de 3200 carreras.
Gran Premio Nacional
| Año  | Ganador      | País | Jockey              | País | Padrillo   | País | Yegua madre | País | Criador                              | Caballeriza | Chaquetilla        |
| ---- | ------------ | ---- | ------------------- | ---- | ---------- | ---- | ----------- | ---- | ------------------------------------ | ----------- | ------------------ |
| 2004 | Basko Pintón |      | Juan Carlos Noriega |      | Engrillado |      | Dark Beauty |      | Haras Usasti                         | F.F.C.      | Horse racing silks |
| 2003 | Mr. Alleva   |      | Juan Carlos Noriega |      | Numerous   |      | Allie       |      | Haras Firmamento                     | Bingo Horse | Horse racing silks |
| 2001 | Dr. Ciro     |      | Juan Carlos Noriega |      | Engrillado |      | Pura Vida   |      | Jorge Curutchet y Javier Zubizarreta | F.F.C.      | Horse racing silks |
| 1998 | Potrizaris   |      | Juan Carlos Noriega |      | Potrillazo |      | Chaldee     |      | Haras La Madrugada                   | Tori        | Horse racing silks |

Gran Premio Carlos Pellegrini
| Año  | Ganador         | País | Jockey              | País | Padrillo      | País | Yegua madre  | País | Criador         | Caballeriza | Chaquetilla        |
| ---- | --------------- | ---- | ------------------- | ---- | ------------- | ---- | ------------ | ---- | --------------- | ----------- | ------------------ |
| 2011 | Expressive Halo |      | Juan Carlos Noriega |      | Halo Sunshine |      | Embrace Moi  |      | Haras Abolengo  | Axel        | Horse racing silks |
| 2013 | Soy Carambolo   |      | Juan Carlos Noriega |      | Val Royal     |      | La Carambola |      | Haras Polo      | Haras Polo  | Horse racing silks |
| 2018 | Il Mercato      |      | Juan Carlos Noriega |      | Not For Sale  |      | Equal Pretty |      | Haras La Pasión | Rubio B.    | Horse racing silks |

Gran Premio Dardo Rocha
| Año  | Ganador   | País | Jockey              | País | Padrillo   | País | Yegua madre | País | Criador            | Caballeriza | Chaquetilla        |
| ---- | --------- | ---- | ------------------- | ---- | ---------- | ---- | ----------- | ---- | ------------------ | ----------- | ------------------ |
| 1995 | Potrialma |      | Juan Carlos Noriega |      | Potrillazo |      | Palm        |      | Haras La Madrugada | Tori        | Horse racing silks |

## Reconocimientos
- Rombo de Oro 2013. Premio al mejor deportista cordobés otorgado por el Círculo de Periodistas Deportivos de Córdoba.[1]
- 22 Córdoba Cuna de Campeones. Premio al mejor deportista cordobés en su disciplina.[5]
- Olimpia de Plata 1998. Premio otorgado por el Círculo de Periodistas Deportivos.[6]